# Ofensiva rusa de primavera de 2025
La ofensiva rusa de primavera se refiere a una escalada militar de las Fuerzas Armadas de Rusia contra Ucrania que comenzó a principios de abril de 2025, según lo anunciado por el comandante en jefe de las Fuerzas Armadas de Ucrania, Oleksander Syrskyi, y el presidente ucraniano, Volodímir Zelenski, el 9 de abril. La operación se caracteriza por un aumento significativo de los ataques en múltiples frentes e incluyó informes controvertidos sobre la participación de mercenarios de la RPCh en operaciones militares rusas.

## Preludio
El 15 de marzo de 2025, el presidente ucraniano, Volodímir Zelenski, reconoció que tenía conocimiento de la concentración de fuerzas rusas en la región y declaró que Ucrania estaba desarrollando contramedidas para hacer frente a la amenaza.
El 26 de marzo de 2025, el presidente Zelenski confirmó públicamente en una entrevista con el periódico francés Le Figaro que el presidente ruso, Vladímir Putin, estaba preparando una nueva ofensiva contra las provincias de Sumy y Járkov. Según las declaraciones de Zelenski, la inteligencia ucraniana había detectado preparativos para esta operación, que calificó de "ofensiva de primavera".
Zelenski declaró además que Putin había planeado originalmente lanzar esta ofensiva aproximadamente ocho meses antes (entre julio y agosto de 2024), pero se vio obligado a retrasar estos planes cuando las fuerzas ucranianas lanzaron su ofensiva sorpresa en el óblast de Kursk, al oeste de Rusia. El anuncio se produjo en medio de una contraofensiva rusa que había recuperado importantes porciones del territorio anteriormente controlado por las fuerzas ucranianas en el óblast de Kursk.

## Ofensiva
A principios de abril de 2025, el liderazgo militar ucraniano informó de una intensificación sustancial de las actividades militares rusas en el frente ucraniano. Según el comandante en jefe ucraniano, Oleksander Syrskyi, las fuerzas rusas prácticamente duplicaron su ritmo de operaciones de asalto en una sola semana en múltiples sectores del frente. El presidente ucraniano, Volodímir Zelenski, identificó específicamente las regiones nororientales de las provincias de Sumy y Járkov como objetivos principales de la ofensiva rusa. Declaró que más de 67.000 soldados rusos se habían reubicado en la frontera de Sumy para operaciones.
Los analistas militares ucranianos señalaron que, si bien el avance principal parecía dirigirse hacia las regiones fronterizas del noreste de Ucrania, las fuerzas rusas aumentaron simultáneamente la presión en los territorios del sur, incluyendo las provincias de Jersón y Zaporiyia  La región oriental del Dombás continuó experimentando intensos combates, mientras que las fuerzas rusas mantuvieron operaciones ofensivas en zonas que habían estado disputando durante meses.
Los datos militares ucranianos indicaron un aumento de aproximadamente el 30% en los enfrentamientos diarios, con el número promedio de enfrentamientos aumentando de 140 a aproximadamente 180 por día después del 23 de marzo. Las fuerzas rusas intensificaron nuevamente sus operaciones ofensivas en el área de Pokrovsk avanzando hacia el oeste, hacia la ciudad de Novopavlivka y el óblast de Dnipropetrovsk, que no había experimentado la ocupación rusa durante los tres años desde que comenzó la invasión.
La cúpula militar ucraniana describió explícitamente estos aumentos coordinados en la intensidad del combate como una nueva ofensiva estratégica, y no una mera escalada táctica. El comandante Syrskyi señaló que, a pesar de las negociaciones en curso con Estados Unidos, las actividades militares rusas no hicieron más que intensificarse durante este período.
Para el 9 de abril, se informó que las fuerzas rusas se encontraban a aproximadamente 6 kilómetros (3,7 millas) de la frontera regional de Dnipropetrovsk, lo que llevó a las autoridades locales a iniciar las evacuaciones de civiles en las zonas amenazadas. Oficiales militares ucranianos informaron que, en el sur del óblast de Donetsk, las fuerzas rusas avanzaron en columnas mixtas de vehículos blindados y no blindados, y algunos observaron una aparente escasez de infantería mecanizada en relación con la mano de obra disponible. Se observó una concentración de nuevas fuerzas aproximadamente a 10-15 kilómetros (6,2-9,3 millas) detrás de la línea de contacto actual, cerca del asentamiento de Lobkove, recientemente capturado.
El ejército ruso logró avances al norte de Limán, un importante nudo ferroviario y base de apoyo militar ucraniana. Fuentes militares ucranianas describieron las difíciles condiciones en medio de los intentos de estabilizar las posiciones defensivas para impedir un mayor avance ruso.

### Presencia y participación de combatientes chinos
Al inicio de la ofensiva de primavera descrita, las fuerzas ucranianas capturaron a individuos identificados como ciudadanos chinos combatiendo con soldados rusos en el óblast de Donetsk y publicaron un video que supuestamente los mostraba. El presidente Zelenski afirmó que Rusia había reclutado a más de 150 ciudadanos chinos para participar en operaciones de combate, describiendo esto como una forma de "arrastrar a China a esta guerra", similar a declaraciones anteriores sobre las tropas norcoreanas que operan en el frente de Kursk. Zelenski también acusó a las autoridades rusas de reclutar activamente a ciudadanos chinos a través de redes sociales e insinuó que funcionarios del gobierno chino estaban al tanto de estos esfuerzos de reclutamiento. Según informes, las agencias de inteligencia ucranianas estaban investigando si estos reclutas podrían estar recibiendo instrucciones directas de Pekín.
Funcionarios ucranianos informaron haber encontrado contratos militares y documentos de inmigración rusos en al menos un individuo capturado, lo que indica que había viajado de China a Rusia en febrero de 2025 antes de ser desplegado en Ucrania. El gobierno ucraniano convocó a representantes diplomáticos chinos para abordar el asunto, y el ministro de Asuntos Exteriores ucraniano, Andrii Sybiha, declaró que la presencia de ciudadanos chinos en formaciones militares rusas socavaba la credibilidad de China como mediador de paz.
El gobierno chino respondió calificando las afirmaciones de Zelenski de "infundadas", al tiempo que afirmaba estar investigando los casos específicos de las personas capturadas. Las autoridades chinas reiteraron su política de aconsejar a los ciudadanos evitar las zonas de conflicto y negaron cualquier implicación estatal en el envío de combatientes a Ucrania. Informes independientes indicaron que algunos ciudadanos chinos se habían unido previamente a las fuerzas rusas como mercenarios privados, recibiendo habitualmente una compensación mensual de aproximadamente 2.000 libras esterlinas. Evidencias en redes sociales mostraron que algunos combatientes chinos documentaron sus experiencias en Ucrania en plataformas como Douyin.

## Análisis
Analistas militares, incluido el ucraniano Oleksii Hetman, sugirieron que la ofensiva de primavera representó un intento de las fuerzas rusas de aprovechar las dificultades persistentes de Ucrania para obtener ayuda militar occidental consistente. El momento coincidió con debates en varios países de la OTAN sobre la sostenibilidad y el alcance de los paquetes de apoyo para los esfuerzos de defensa de Ucrania.
Aunque el Ministerio de Defensa británico evaluó que las ganancias territoriales de Rusia habían estado disminuyendo de manera constante durante los seis meses anteriores a abril, de aproximadamente 730 kilómetros cuadrados en noviembre de 2024 a 143 kilómetros cuadrados en marzo de 2025, otros analistas enfatizaron que el principal objetivo estratégico de Rusia parecía ser el desgaste de las capacidades militares y los recursos económicos ucranianos en lugar del avance territorial, posiblemente antes de la renovada ofensiva.
El general Christopher G. Cavoli, comandante superior del ejército estadounidense en Europa, declaró durante una sesión del Congreso que las fuerzas ucranianas habían establecido fuertes posiciones defensivas durante el invierno y que era "muy difícil imaginar el colapso de Ucrania".

## Reacciones
Los representantes diplomáticos de la Unión Europea, incluida la jefa diplomática Kaja Kallas, observaron que los ataques rusos se habían intensificado tras una propuesta de alto el fuego que, según ella, indicaba que "sólo Rusia quiere continuar" con la forma en que Ucrania estaba luchando.